# Cicindela duodecimguttata
Espèce
Cicindela duodecimguttata, la cicindèle à douze points, est une espèce d'insectes coléoptères de la famille des Carabidae.

## Taxonomie
C. duodecimguttata était autrefois considéré comme une sous-espèce de C. repanda. Son épithète spécifique signifie « douze points » et réfère à la coloration de ses élytres.

## Description
C. duodecimguttata fait de 12 à 15 mm de longueur. Selon l'entomologiste Auguste Dejean, la cicindèle fait de 2,25 à 2,75 lignes de large, soit de 57 à 70 mm. Son corps est brun foncé à noir. Ses élytres arborent des motifs beiges qui varient d'un individu à l'autre; certains ont effectivement douze points, mais d'autres en ont moins.

## Répartition et habitat
La Cicindèle à douze points est une espèce néarctique. On la retrouve au Canada et aux États-Unis, à l'est des Rocheuses. Elle vit près des zones humides, sur les sol sablonneux et limoneux près des rivières et de côtes.